# Benfluralin
Benfluralin ist ein Wirkstoff zum Pflanzenschutz und eine chemische Verbindung aus der Gruppe der Dinitroanilin-Derivate.

## Gewinnung und Darstellung
Benfluralin kann durch Nitrierung von 4-Chlorbenzotrifluorid und anschließende Reaktion mit N-Ethylbutylamin gewonnen werden.

## Eigenschaften
Benfluralin ist ein brennbarer oranger Feststoff, welcher praktisch unlöslich in Wasser ist. Die Verbindung ist im pH-Bereich von 5 bis 9 stabil, aber lichtempfindlich.

## Verwendung
Benfluralin wird als Herbizid verwendet. Es ist ein selektives Bodenherbizid gegen einjährige Gräser und einige einjährige breitblättrige Unkräuter in Erdnuss, Salat, Gurke, Zichorie, Endivie, Feldbohnen, Brechbohnen, Linsen, Luzerne, Klee, Tabak und auf Rasenflächen. Es wird über die Wurzeln absorbiert wird und wirkt auf die Saatkeimung ein und verhindert Unkrautwachstum durch das Hemmen von Wurzel- und Triebentwicklung. Es verhindert die Ausbildung der Mikrotubuli.

## Zulassung
In einigen Staaten der EU besteht für Benfluralin eine Zulassung als Pflanzenschutzmittel, nicht jedoch in Deutschland, Österreich und in der Schweiz.